# 墨西拿大学
墨西拿大学（英語：University of Messina）是一所位于意大利墨西拿省墨西拿的公立大学。

## 历史
1548年由耶稣会创始人依纳爵·罗耀拉创建，成为数以百计耶稣会大学的模板。 大学有11个学院。1678年学校因为抵抗西班牙人而关闭，1838年由国王費迪南多二世重新开放。